# 오와리모리오카역
오와리모리오카역(일본어: 尾張森岡駅 おわりもりおかえき[*])은 일본 아이치현 지타군 히가시우라정에 위치한 도카이 여객철도 다케토요 선의 철도역이다. 단선 승강장 1면 1선의 구조를 갖춘 지상역이다.

## 이용 현황
| 연도     | 승차인원 | 연도     | 승차인원 | 연도     | 승차인원 | 연도     | 승차인원 | 연도     | 승차인원 | 연도     | 승차인원 |
| 1958년도 | 107      | 1968년도 | 279      | 1978년도 | 342      | 1988년도 | 257      | 1998년도 | 311      | 2008년도 | 514      |
| 1959년도 | 106      | 1969년도 | 268      | 1979년도 | 335      | 1989년도 | 270      | 1999년도 | 320      | 2009년도 | 509      |
| 1960년도 | 116      | 1970년도 | 263      | 1980년도 | 324      | 1990년도 | 293      | 2000년도 | 346      | 2010년도 | 529      |
| 1961년도 | 130      | 1971년도 | 불명     | 1981년도 | 319      | 1991년도 | 311      | 2001년도 | 343      | 2011년도 | 525      |
| 1962년도 | 159      | 1972년도 | 불명     | 1982년도 | 276      | 1992년도 | 327      | 2002년도 | 321      | 2012년도 | 536      |
| 1963년도 | 167      | 1973년도 | 불명     | 1983년도 | 244      | 1993년도 | 330      | 2003년도 | 363      |          |          |
| 1964년도 | 174      | 1974년도 | 불명     | 1984년도 | 253      | 1994년도 | 329      | 2004년도 | 357      |          |          |
| 1965년도 | 195      | 1975년도 | 불명     | 1985년도 | 265      | 1995년도 | 311      | 2005년도 | 399      |          |          |
| 1966년도 | 불명     | 1976년도 | 357      | 1986년도 | 250      | 1996년도 | 317      | 2006년도 | 458      |          |          |
| 1967년도 | 270      | 1977년도 | 350      | 1987년도 | 261      | 1997년도 | 327      | 2007년도 | 527      |          |          |
| -------- | -------- | -------- | -------- | -------- | -------- | -------- | -------- | -------- | -------- | -------- | -------- |

## 역 주변
- 아이치 치타 농업협동조합 모리오카 지점

## 역사
- 1933년 12월 7일 : 국유철도 다케토요 선의 역으로서, 오부 - 오가와 간에 개업. 여객만을 취급, 화물이나 하물은 취급하지 않았다.
  - 취급하는 역에 대해서도 제한이 있어, 도카이도 본선 오카자키역 · 기후역 간의 각 역 및 도카이도 본선 하마마쓰역 · 도요하시역 · 가마고리역, 간사이 본선 구와나역 · 욧카이치역을 발착하는 여객에 제한을 두었다.
- 1939년 7월 21일 : 상기 각 역으로 더해, 주오 본선 오조네역 · 지쿠사역 · 마이즈루 역을 발착하는 여객 취급도 개시.
- 1944년 11월 11일 : 영업 휴지.
- 1957년 4월 15일 : 영업 재개. 상기 여객 취급 제한 없음.
- 1987년 4월 1일 : 일본국유철도 분할 민영화에 의해, 도카이 여객철도가 승계.
- 2006년 11월 25일 : IC카드 TOICA의 이용이 가능하게 되었다.

## 인접 역
| 도카이 여객철도 다케토요 선 | 도카이 여객철도 다케토요 선 | 도카이 여객철도 다케토요 선 |
| --------------------------- | --------------------------- | --------------------------- |
| 오부 오부 방면              | ■ 다케토요 선               | 오가와 다케토요 방면        |